# Bewsey
Bewsey – część miasta Warrington w Anglii, w hrabstwie ceremonialnym Cheshire. Leży 30 km na północny wschód od miasta Chester i 269 km na północny zachód od Londynu. W 2001 miejscowość liczyła 3330 mieszkańców.